# Eishockey-Oberliga 1949/50
Die Saison 1949/50 der Eishockey-Oberliga war die zweite Spielzeit der höchsten westdeutschen Eishockeyliga. Ausgerichtet wurde die Liga vom 1949 wiedergegründeten Deutschen Eissport-Verband (DEV). Deutscher Meister wurde der SC Riessersee. Aus der Oberliga absteigen musste der HC Augsburg, aufgrund der Aufstockung der Liga auf zwölf Mannschaften stiegen die Düsseldorfer EG, der HTHC Hamburg, der WSV Braunlage, der Berliner SC und der EC Bad Tölz auf.

## Voraussetzungen

### Teilnehmer
Die Liga wurde um zwei Mannschaften aufgestockt, wobei sich in den Aufstiegsspielen im Frühjahr 1949 der EV Tegernsee und in den im Sommer 1949 beschlossenen Qualifikationsspielen im Herbst 1949 sich der Kölner EK und der Krefelder EV durchsetzen.
- HC Augsburg
- VfL Bad Nauheim
- EV Füssen (Titelverteidiger)
- Kölner EK
- Krefelder EV (Aufsteiger)
- Preussen Krefeld
- SC Riessersee
- EV Tegernsee (Aufsteiger)

### Modus
Wie im Vorjahr spielten die Mannschaften eine Einfachrunde aus, sodass jeder Verein jeweils ein Heim- und ein Auswärtsspiel gegen die übrigen Mannschaften bestritt. Im Gegensatz zur Vorsaison gab es in diesem Jahr allerdings einen Direktabsteiger. Da die Oberliga zur folgenden Spielzeit auf zwölf Vereine aufstockt werden sollte, entfielen die witterungsbedingt auf Herbst 1950 verlegten Aufstiegsspiele und die von den Landesverbänden gemeldeten Mannschaften aus Nord- und Westdeutschland rückten direkt in die Oberliga nach. Da mit der SG Mannheim der Vertreter Baden-Württembergs auf ein Entscheidungsspiel verzichtete, stieg auch der EC Bad Tölz direkt in die Oberliga auf.

## Aufstiegsspiele zur Oberliga 1949/50

### Gruppe Süd
Halbfinale
- SG Mannheim (Meister Baden) gegen HC Stuttgart (Meister Württemberg) 6:0

Finale
- EV Tegernsee (Meister Bayern) gegen SG Mannheim 4:2

Relegationsspiel
- SG Mannheim (2. Gruppe Süd) – Kölner EK (7. Oberliga) 3:3 (nicht gewertet wegen schlechter Eisverhältnisse)

### Gruppe Nord
1. Runde
- Harvestehuder THC (Meister Hamburg) siegt gegen SC Forsthausstraße Frankfurt (Vizemeister Hessen)

Halbfinale
- SC München (Vizemeister Bayern) gegen Berliner Schlittschuhclub (Meister Berlin) 5:0
- Krefelder EV (Meister Nordrhein-Westfalen) gegen Harvestuder THC 7:1

Finale
- Krefelder EV gegen SC München 6:3 (in Bad Nauheim)

## Abschlusstabelle
|    | Klub             | Sp | S  | U | N  | Tore    | Punkte |
| -- | ---------------- | -- | -- | - | -- | ------- | ------ |
| 1. | SC Riessersee    | 14 | 12 | 1 | 01 | 093:029 | 25:03  |
| 2. | Preussen Krefeld | 14 | 11 | 1 | 02 | 145:036 | 23:05  |
| 3. | EV Füssen        | 14 | 10 | 2 | 02 | 129:027 | 22:06  |
| 4. | VfL Bad Nauheim  | 14 | 08 | 2 | 04 | 075:039 | 18:10  |
| 5. | Kölner EK        | 14 | 04 | 2 | 08 | 041:105 | 10:18  |
| 6. | Krefelder EV     | 14 | 04 | 1 | 09 | 049:072 | 09:19  |
| 7. | EV Tegernsee     | 14 | 01 | 2 | 11 | 028:112 | 04:24  |
| 8. | HC Augsburg      | 14 | 0  | 1 | 13 | 021:161 | 01:27  |

Abkürzungen: Sp = Spiele, S = Siege, U = Unentschieden, N = Niederlagen

Erläuterungen:       = Abstieg.

## Kader des Deutschen Meisters
| Deutscher Meister SC Riessersee | Alfred Hoffmann, Karl Wild, Gustav Jaenecke, Philipp Schenk, Hans Lang, Walter Schmidinger, Anton Biersack, Karl Enzler, Rudolf Abele, Franz Stern, Peter Grüner, Reinhard Pfundtner Cheftrainer: Lorne Drottier |